# 3. etape af Tour de France 2008
Tredje etape af Tour de France 2008 blev kørt mandag d. 7. juli og gik fra Saint-Malo til Nantes.
Ruten var 208 km. lang. Et tidligt udbrud med fire ryttere holdt helt ind til mål.
- Etape: 3
- Dato: 7. juli
- Længde: 208 km
- Danske resultater:

178. Nicki Sørensen + 13.24
- Gennemsnitshastighed: 41,2 km/t

## Spurter

### 1. sprint (Saint-Piat)
Efter 21,5 km
| Vinder | Samuel Dumoulin      | 6p |
| 2.     | Paolo Longo Borghini | 4p |
| 3.     | Romain Feillu        | 2p |

### 2. sprint (Bécherel)
Efter 48,5 km
| Vinder | Paolo Longo Borghini | 6p |
| 2.     | Romain Feillu        | 4p |
| 3.     | Will Frischkorn      | 2p |

### 3. sprint (Montauban-de-Bretagne)
Efter 62 km
| Vinder | Will Frischkorn | 6p |
| 2.     | Romain Feillu   | 4p |
| 3.     | Samuel Dumoulin | 2p |

## Udgåede ryttere
- 176 Ángel Gómez fra Saunier Duval-Scott udgik på etapen på grund af styrt.

## Resultatliste
|    | Navn                 | Land           | Hold              | Tid     |
| -- | -------------------- | -------------- | ----------------- | ------- |
| 1  | Samuel Dumoulin      | Frankrig       | Cofidis           | 5:05.27 |
| 2  | Will Frischkorn      | USA            | Team Garmin       | + 0.00  |
| 3  | Romain Feillu        | Frankrig       | Agritubel         | + 0.00  |
| 4  | Paolo Longo Borghini | Italien        | Barloworld        | + 0.14  |
| 5  | Robbie McEwen        | Australien     | Silence-Lotto     | + 2.03  |
| 6  | Erik Zabel           | Tyskland       | Team Milram       | + 2.03  |
| 7  | Óscar Freire         | Spanien        | Rabobank          | + 2.03  |
| 8  | Thor Hushovd         | Norge          | Crédit Agricole   | + 2.03  |
| 9  | Robert Förster       | Tyskland       | Team Gerolsteiner | + 2.03  |
| 10 | Mark Cavendish       | Storbritannien | Team Columbia     | + 2.03  |

## Eksternt link
- Etapeside Arkiveret 15. juni 2008 hos  Wayback Machine på Letour.fr Arkiveret 28. februar 2011 hos  Wayback Machine (fransk) (engelsk) (tysk) (spansk)